# هدى الخطيب (ممثلة سورية)
هدى الخطيب هي ممثلة سورية ولدت في دمشق في 13 اكتوبر، حائزة على إجازة من المعهد العالي للفنون المسرحية. شاركت كممثلة بالعديد من الأعمال التلفزيونية والمسرحية، بالإضافة إلى عدة أعمال إذاعية وأدوار دبلجة. عملت لعدة مراكز دبلجة منها مركز الزهرة، وهي عضو في نقابة الفنانين منذ عام 1999.

## أعمالها

### في المسـرح
- يقظة الربيع
- التحقيق
- الغزاة
- الفطور الطيبة
- الأمير الكسول
- التحقيق
- مع الغيوم
- كلهم أبنائي

### في الإذاعـــة
- خزائن العرب

### في التلفزيون
- عيلة 7 نجوم
- سفر
- الغلطة وين
- مدام دبليو
- بقعة ضوء ج1

### الدبلجة

#### رسوم متحركة
- أبطال الديجيتال ج1 - شادي (لم تُكمل الدور) / هديل (لم تُكمل الدور)
- المحقق كونان ج1 و ج2 - ميتسو
- يارا - ريما / لورا

#### مسلسلات حية
- بنات الميتم - جيمينا
- انتصار الحب
- ماريانيلا